# 水盤 (建築)

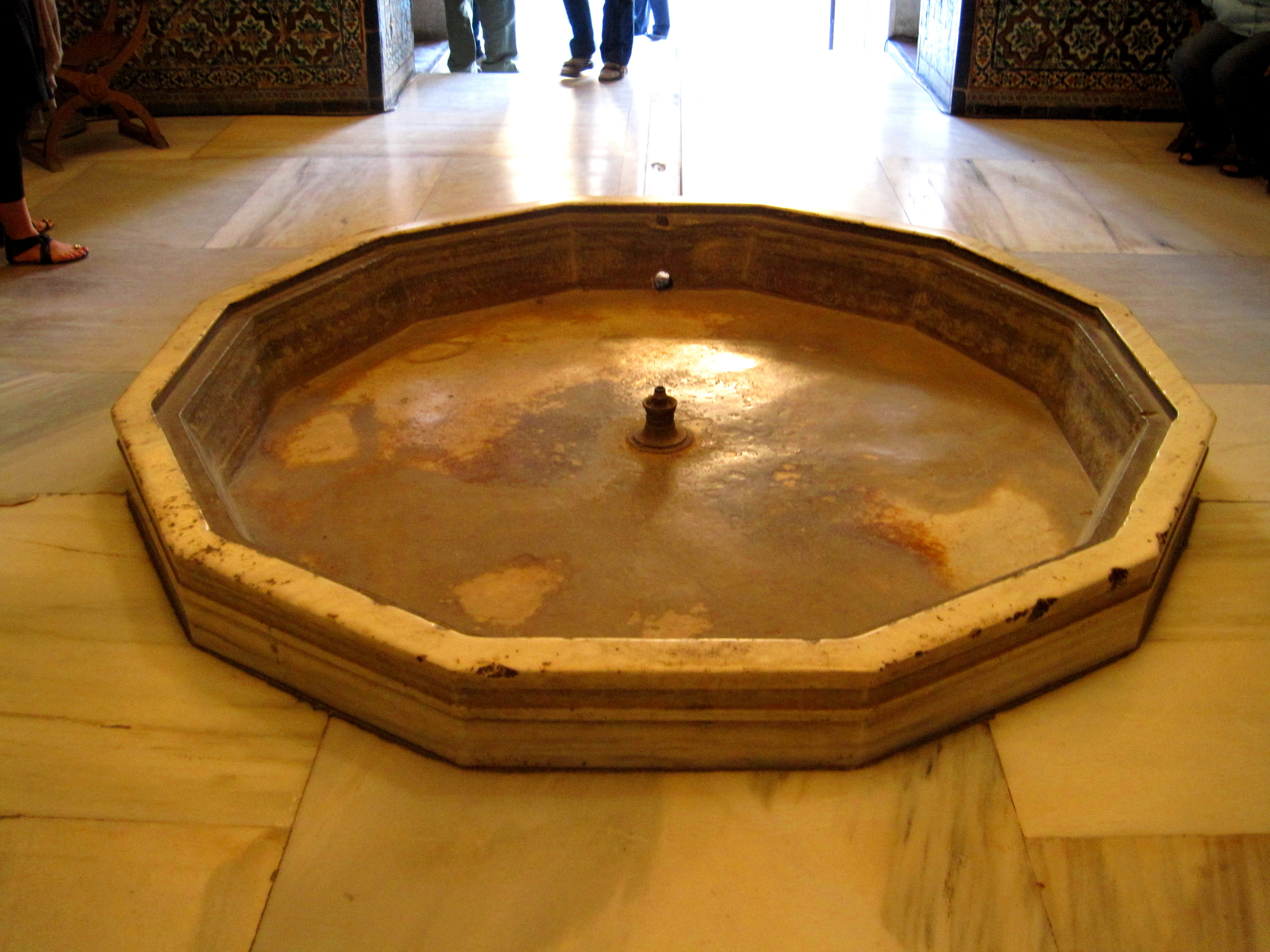
アルハンブラ宮殿アベンセラヘスの間の噴水水盤。

水盤（すいばん、英語: Water feature）は、建築物に設けられる浅い水面。国土交通省では修景用とされ、緑化施設からは外されている。

## 概説
景観を構成する要素として、修景を行う、周辺環境を反射して景観とする（反射池、リフレクティング・プール（英: reflecting pool））、視覚的に区切りを設ける、水に浮かぶような景観をもたらす、静寂さの演出等の効果を生ずる。
太陽光を反射して断熱、採光に用いる。流入する風の温度を下げる、水遊び場といった、視覚的効果に留まらない活用もなされる。
水盤は噴水と組み合わされたり、屋内に設けられる場合もある。
認識しにくいため、事故の危険性が指摘されている。